# Élections présidentielles sous la Cinquième République à La Réunion
Depuis l'adoption de la Constitution de la Cinquième République française, dix élections présidentielles ont eu lieu afin d'élire le président de la République. Cette page présente les résultats de ces élections à La Réunion.

## Synthèse des résultats du second tour
La Réunion présente la plupart du temps des votes très tranchés, principalement orientés à gauche hormis en 1981 où Valéry Giscard d'Estaing (63,16 %) arrive en tête devant François Mitterrand. En 1974, 1995 et 2007, François Mitterrand (50,36 %), Lionel Jospin (56 %) et Ségolène Royal (63,57 %) arrivent en tête. En 2012, François Hollande (71,49 %) obtient près de 20 points de plus qu'au niveau national. En 2017, Emmanuel Macron (60,25 %) obtient 6 points de moins.
| année | Répartition des exprimés | Répartition des exprimés | Participation (% des inscrits) | Blancs ou nuls (% des votants) |

| 2017 | Emmanuel Macron (60,25 %) (France : 66,10 %) | Marine Le Pen (39,75 %) (France : 33,90 %) | 62,91 % (France : 77,77 %) | 3,87 % (France : 2,47 %) |

| 2012 | François Hollande (71,49 %) (France : 51,64 %) | Nicolas Sarkozy (28,51 %) (France : 48,36 %) | 65,59 % (France : 80,35 %) | 4,03 % (France : 5,82 %) |

| 2007 | Nicolas Sarkozy (36,43 %) (France : 53,06 %) | Ségolène Royal (63,57 %) (France : 46,94 %) | 72,61 % (France : 83,97 %) | 3,44 % (France : 4,20 %) |

| 2002 | Jacques Chirac (91,9 %) (France : 82,21 %) | J.-M. Le Pen (8,1 %) (France : 17,79 %) | 56,32 % (France : 79,71 %) | 5,01 % (France : 3,38 %) |

| 1995 | Jacques Chirac (44 %) (France : 52,64 %) | Lionel Jospin (56 %) (France : 47,36 %) | 64,1 % (France : 78,38 %) | 4,32 % (France : 2,81 %) |

| 1988 | François Mitterrand (60,23 %) (France : 54,02 %) | Jacques Chirac (39,77 %) (France : 45,98 % %) | 73,64 % (France : 81,35 %) | 2,02 % (France : 2,00 %) |

| 1981 | François Mitterrand (36,84 %) (France : 51,76 %) | Valéry Giscard d'Estaing (63,16 %) (France : 48,24 %) | 64,82 % (France : 81,09 %) | 1,16 % (France : 1,62 %) |

| 1974 | Valéry Giscard d'Estaing (49,64 %) (France : 50,81 %) | François Mitterrand (50,36 %) (France : 49,19 %) | 65 % (France : 84,23 %) | 1,1 % (France : 0,92 %) |

| 1969 | Georges Pompidou (88,93 %) (France : 58,21 %) | Alain Poher (11,07 %) (France : 41,79 %) | 55,41 % (France : 77,59 %) | 1,31 % (France : 1,29 %) |

| 1965 | Charles de Gaulle (83,51 %) (France : 55,20 %) | François Mitterrand (16,49 %) (France : 44,80 %) | 73,87 % (France : 84,75 %) | 0,82 % (France : 1,01 %) |

|  | ▲ |

## Résultats détaillés par scrutin

### 2017
Le premier tour de l'élection présidentielle de 2017 voit s'affronter onze candidats. Emmanuel Macron arrive en tête devant Marine Le Pen et tous deux se qualifient pour le second tour. Néanmoins, avec François Fillon et Jean-Luc Mélenchon, les scores des quatre candidats ayant recueilli le plus de voix sont serrés (4,43 points entre le 1er et le 4e). Pour la première fois, aucun des candidats des deux partis politiques pourvoyeurs jusque-là des présidents de la Ve République, n'est présent au second tour. Celui-ci se tient le dimanche 7 mai et se solde par la victoire d'Emmanuel Macron, avec un total de 20 753 798 bulletins de vote en sa faveur, soit 66,10 % des suffrages exprimés, face à la candidate du Front national, qui recueille 33,90 %. Le scrutin est néanmoins marqué par une forte abstention et par un record de votes blancs ou nuls.
À La Réunion, Jean-Luc Mélenchon arrive en tête du premier tour avec 24,53 % des exprimés, suivi de Marine Le Pen (23,46 %), Emmanuel Macron (18,91 %), François Fillon (17,26 %) et Benoît Hamon (7,67 %). Au second tour, les électeurs ont voté à 60,25 % pour Emmanuel Macron contre 39,75 % pour Marine Le Pen avec un taux de participation de 62,91 % des inscrits.
|             | LFi         | Jean-Luc Mélenchon    | 85 987  | 24,53 %    |         |            |  |  |
|             | FN          | Marine Le Pen         | 82 219  | 23,46 %    | 139 917 | 39,75 %    |  |  |
|             | EM          | Emmanuel Macron       | 66 292  | 18,91 %    | 212 081 | 60,25 %    |  |  |
|             | LR          | François Fillon       | 60 508  | 17,26 %    |         |            |  |  |
|             | PS          | Benoît Hamon          | 26 872  | 7,67 %     |         |            |  |  |
|             | DlF         | Nicolas Dupont-Aignan | 10 123  | 2,89 %     |         |            |  |  |
|             | UPR         | François Asselineau   | 6 029   | 1,72 %     |         |            |  |  |
|             | LO          | Nathalie Arthaud      | 5 190   | 1,48 %     |         |            |  |  |
|             | NPA         | Philippe Poutou       | 4 377   | 1,25 %     |         |            |  |  |
|             | RES         | Jean Lassalle         | 1 939   | 0,55 %     |         |            |  |  |
|             | SeP         | Jacques Cheminade     | 944     | 0,27 %     |         |            |  |  |
|             |             |                       |         |            |         |            |  |  |
|             |             |                       | Nombre  | % inscrits | Nombre  | % inscrits |  |  |
| Inscrits    | Inscrits    | Inscrits              | 639 481 |            | 639 391 |            |  |  |
| Abstentions | Abstentions | Abstentions           | 264 229 | 41,32 %    | 237 141 | 37,09 %    |  |  |
| Votants     | Votants     | Votants               | 375 252 | 58,68 %    | 402 250 | 62,91 %    |  |  |
|             |             |                       |         |            |         |            |  |  |
|             |             |                       |         | % votants  |         | % votants  |  |  |
| Blancs      | Blancs      | Blancs                | 11 468  | 1,79 %     | 26 385  | 4,13 %     |  |  |
| Nuls        | Nuls        | Nuls                  | 13 304  | 2,08 %     | 23 867  | 3,73 %     |  |  |
| Exprimés    | Exprimés    | Exprimés              | 350 480 | 54,81 %    | 351 998 | 55,05 %    |  |  |

### 2012
Hollande, désigné par le PS à la suite d'une primaire ouverte, devance Sarkozy dès le premier tour de l'élection présidentielle de 2012 : c'est la première fois qu'un président sortant est ainsi devancé. Au second tour, Sarkozy est battu mais par un écart plus faible qu'attendu.
À La Réunion, François Hollande arrive en tête du premier tour avec 53,29 % des exprimés, suivi de Nicolas Sarkozy (17,96 %), Marine Le Pen (10,31 %), François Bayrou (6,83 %) et Jean-Luc Mélenchon (6,73 %). Au second tour, les électeurs ont voté à 71,49 % pour François Hollande contre 28,51 % pour Nicolas Sarkozy avec un taux de participation de 72,86 % des inscrits.
|                | PS             | François Hollande     | 194 009 | 53,29 %    | 286 109 | 71,49 %    |  |  |
|                | UMP            | Nicolas Sarkozy       | 65 377  | 17,96 %    | 114 120 | 28,51 %    |  |  |
|                | FN             | Marine Le Pen         | 37 549  | 10,31 %    |         |            |  |  |
|                | MoDem          | François Bayrou       | 24 853  | 6,83 %     |         |            |  |  |
|                | FG             | Jean-Luc Mélenchon    | 24 503  | 6,73 %     |         |            |  |  |
|                | EELV           | Éva Joly              | 7 737   | 2,13 %     |         |            |  |  |
|                | DLF            | Nicolas Dupont-Aignan | 3 631   | 1 %        |         |            |  |  |
|                | NPA            | Philippe Poutou       | 3 170   | 0,87 %     |         |            |  |  |
|                | LO             | Nathalie Arthaud      | 2 190   | 0,6 %      |         |            |  |  |
|                | S&P            | Jacques Cheminade     | 1 066   | 0,29 %     |         |            |  |  |
|                |                |                       |         |            |         |            |  |  |
|                |                |                       | Nombre  | % inscrits | Nombre  | % inscrits |  |  |
| Inscrits       | Inscrits       | Inscrits              | 578 409 |            | 578 355 |            |  |  |
| Abstentions    | Abstentions    | Abstentions           | 199 021 | 34,41 %    | 156 961 | 27,14 %    |  |  |
| Votants        | Votants        | Votants               | 379 388 | 65,59 %    | 421 394 | 72,86 %    |  |  |
|                |                |                       |         |            |         |            |  |  |
|                |                |                       |         | % votants  |         | % votants  |  |  |
| Blancs ou nuls | Blancs ou nuls | Blancs ou nuls        | 15 303  | 4,03 %     | 21 165  | 5,02 %     |  |  |
| Exprimés       | Exprimés       | Exprimés              | 364 085 | 95,97 %    | 400 229 | 95,97 %    |  |  |

### 2007
Au premier tour de l'élection présidentielle de 2007, Sarkozy réussit à capter une partie des voix de Le Pen et arrive largement en tête. Royal est la première femme qualifiée pour le second tour d'une élection présidentielle. Elle est battue avec une avance de 6 points.
À La Réunion, Ségolène Royal arrive en tête du premier tour avec 46,22 % des exprimés, suivie de Nicolas Sarkozy (25,09 %), François Bayrou (13,29 %), Jean-Marie Le Pen (4,88 %) et Marie-George Buffet (2,97 %). Au second tour, les électeurs ont voté à 36,43 % pour Nicolas Sarkozy contre 63,57 % pour Ségolène Royal avec un taux de participation de 77,19 % des inscrits.
|                | PS             | Ségolène Royal       | 165 464 | 46,22 %    | 242 231 | 63,57 %    |  |  |
|                | UMP            | Nicolas Sarkozy      | 89 800  | 25,09 %    | 138 807 | 36,43 %    |  |  |
|                | UDF            | François Bayrou      | 47 574  | 13,29 %    |         |            |  |  |
|                | FN             | Jean-Marie Le Pen    | 17 469  | 4,88 %     |         |            |  |  |
|                | GPA            | Marie-George Buffet  | 10 645  | 2,97 %     |         |            |  |  |
|                | LCR            | Olivier Besancenot   | 9 419   | 2,63 %     |         |            |  |  |
|                | SE             | José Bové            | 4 847   | 1,35 %     |         |            |  |  |
|                | Les Verts      | Dominique Voynet     | 4 608   | 1,29 %     |         |            |  |  |
|                | LO             | Arlette Laguiller    | 4 288   | 1,2 %      |         |            |  |  |
|                | MPF            | Philippe de Villiers | 2 095   | 0,59 %     |         |            |  |  |
|                | CPNT           | Frédéric Nihous      | 1 061   | 0,3 %      |         |            |  |  |
|                | CNRSP          | Gérard Schivardi     | 695     | 0,19 %     |         |            |  |  |
|                |                |                      |         |            |         |            |  |  |
|                |                |                      | Nombre  | % inscrits | Nombre  | % inscrits |  |  |
| Inscrits       | Inscrits       | Inscrits             | 510 558 |            | 511 033 |            |  |  |
| Abstentions    | Abstentions    | Abstentions          | 139 839 | 27,39 %    | 116 551 | 22,81 %    |  |  |
| Votants        | Votants        | Votants              | 370 719 | 72,61 %    | 394 482 | 77,19 %    |  |  |
|                |                |                      |         |            |         |            |  |  |
|                |                |                      |         | % votants  |         | % votants  |  |  |
| Blancs ou nuls | Blancs ou nuls | Blancs ou nuls       | 12 754  | 3,44 %     | 13 444  | 3,41 %     |  |  |
| Exprimés       | Exprimés       | Exprimés             | 357 965 | 96,56 %    | 381 038 | 96,59 %    |  |  |

### 2002
Après cinq années de cohabitation, un duel est attendu entre Chirac et le Premier ministre Jospin lors de l'élection présidentielle de 2002, mais, à la surprise générale, ce dernier est devancé par Le Pen au premier tour. Au second tour, Chirac bénéficie du ralliement de la gauche et reçoit un score sans précédent. Il s'agit de la première élection pour un mandat de cinq ans et non plus sept.
À La Réunion, Lionel  Jospin arrive en tête du premier tour avec 39,01 % des exprimés, suivi de Jacques  Chirac (37,15 %), Jean-Marie  Le Pen (3,81 %), Jean-Pierre  Chevenement (3,13 %) et Arlette Laguiller (2,55 %). Au second tour, les électeurs ont voté à 91,9 % pour Jacques  Chirac contre 8,1 % pour Jean-Marie  Le Pen avec un taux de participation de 72,48 % des inscrits.
|                | PS             | Lionel Jospin           | 91 176  | 39,01 %    |         |            |  |  |
|                | RPR            | Jacques Chirac          | 86 830  | 37,15 %    | 277 997 | 91,9 %     |  |  |
|                | FN             | Jean-Marie Le Pen       | 8 915   | 3,81 %     | 24 507  | 8,1 %      |  |  |
|                | MC             | Jean-Pierre Chevènement | 7 305   | 3,13 %     |         |            |  |  |
|                | LO             | Arlette Laguiller       | 5 966   | 2,55 %     |         |            |  |  |
|                | UDF            | François Bayrou         | 5 838   | 2,5 %      |         |            |  |  |
|                | Les Verts      | Noël Mamère             | 5 001   | 2,14 %     |         |            |  |  |
|                | PRG            | Christiane Taubira      | 4 914   | 2,1 %      |         |            |  |  |
|                | LCR            | Olivier Besancenot      | 4 512   | 1,93 %     |         |            |  |  |
|                | PC             | Robert Hue              | 2 755   | 1,18 %     |         |            |  |  |
|                | DL             | Alain Madelin           | 2 460   | 1,05 %     |         |            |  |  |
|                | Cap21          | Corinne Lepage          | 2 232   | 0,95 %     |         |            |  |  |
|                | FRS            | Christine Boutin        | 2 129   | 0,91 %     |         |            |  |  |
|                | MNR            | Bruno Mégret            | 2 027   | 0,87 %     |         |            |  |  |
|                | CPNT           | Jean Saint-Josse        | 1 149   | 0,49 %     |         |            |  |  |
|                | PT             | Daniel Gluckstein       | 512     | 0,22 %     |         |            |  |  |
|                |                |                         |         |            |         |            |  |  |
|                |                |                         | Nombre  | % inscrits | Nombre  | % inscrits |  |  |
| Inscrits       | Inscrits       | Inscrits                | 436 889 |            | 436 706 |            |  |  |
| Abstentions    | Abstentions    | Abstentions             | 190 835 | 43,68 %    | 120 175 | 27,52 %    |  |  |
| Votants        | Votants        | Votants                 | 246 054 | 56,32 %    | 316 531 | 72,48 %    |  |  |
|                |                |                         |         |            |         |            |  |  |
|                |                |                         |         | % votants  |         | % votants  |  |  |
| Blancs ou nuls | Blancs ou nuls | Blancs ou nuls          | 12 333  | 5,01 %     | 14 027  | 4,43 %     |  |  |
| Exprimés       | Exprimés       | Exprimés                | 233 721 | 94,99 %    | 302 504 | 95,57 %    |  |  |

### 1995
Après une nouvelle cohabitation et alors que la droite est particulièrement divisée entre Chirac et le Premier ministre Balladur, Jospin réussit à arriver en tête au premier tour de l'élection présidentielle de 1995, malgré la très lourde défaite de la gauche aux législatives de 1993. Au second tour, il est battu par Chirac.
À La Réunion, Jacques Chirac arrive en tête du premier tour avec 35,16 % des exprimés, suivi de Lionel Jospin (29,99 %), Édouard Balladur (13,55 %), Robert Hue (10,53 %) et Jean-Marie Le Pen (2,91 %). Au second tour, les électeurs ont voté à 56 % pour Lionel Jospin contre 44 % pour Jacques Chirac avec un taux de participation de 74,87 % des inscrits.
|                | RPR            | Jacques Chirac       | 78 813  | 35,16 %    | 116 544 | 44 %       |  |  |
|                | PS             | Lionel Jospin        | 67 241  | 29,99 %    | 148 312 | 56 %       |  |  |
|                | RPR            | Édouard Balladur     | 30 373  | 13,55 %    |         |            |  |  |
|                | PC             | Robert Hue           | 23 612  | 10,53 %    |         |            |  |  |
|                | FN             | Jean-Marie Le Pen    | 6 516   | 2,91 %     |         |            |  |  |
|                | LO             | Arlette Laguiller    | 5 304   | 2,37 %     |         |            |  |  |
|                | Les Verts      | Dominique Voynet     | 5 253   | 2,34 %     |         |            |  |  |
|                | MPF            | Philippe de Villiers | 4 967   | 2,22 %     |         |            |  |  |
|                | S&P            | Jacques Cheminade    | 2 103   | 0,94 %     |         |            |  |  |
|                |                |                      |         |            |         |            |  |  |
|                |                |                      | Nombre  | % inscrits | Nombre  | % inscrits |  |  |
| Inscrits       | Inscrits       | Inscrits             | 365 512 |            | 366 431 |            |  |  |
| Abstentions    | Abstentions    | Abstentions          | 131 219 | 35,9 %     | 92 066  | 25,13 %    |  |  |
| Votants        | Votants        | Votants              | 234 293 | 64,1 %     | 274 365 | 74,87 %    |  |  |
|                |                |                      |         |            |         |            |  |  |
|                |                |                      |         | % votants  |         | % votants  |  |  |
| Blancs ou nuls | Blancs ou nuls | Blancs ou nuls       | 10 111  | 4,32 %     | 9 509   | 3,47 %     |  |  |
| Exprimés       | Exprimés       | Exprimés             | 224 182 | 95,68 %    | 264 856 | 96,53 %    |  |  |

### 1988
Après deux ans de cohabitation, Mitterrand affronte le Premier ministre Chirac lors de l'élection présidentielle de 1988. Le Pen obtient au premier tour un score jusque-là sans précédent pour un parti d'extrême droite. Au second tour, Mitterrand est facilement réélu.
À La Réunion, François Mitterrand arrive en tête du premier tour avec 51,15 % des exprimés, suivi de Raymond Barre (24,51 %), Jacques Chirac (17,46 %), André Lajoinie (2,54 %) et Jean-Marie Le Pen (1,77 %). Au second tour, les électeurs ont voté à 60,23 % pour François Mitterrand contre 39,77 % pour Jacques Chirac avec un taux de participation de 79,56 % des inscrits.
|                | PS                    | François Mitterrand | 107 976 | 51,15 %    | 137 993 | 60,23 %    |  |  |
|                | SE                    | Raymond Barre       | 51 733  | 24,51 %    |         |            |  |  |
|                | RPR                   | Jacques Chirac      | 36 850  | 17,46 %    | 91 103  | 39,77 %    |  |  |
|                | PC                    | André Lajoinie      | 5 363   | 2,54 %     |         |            |  |  |
|                | FN                    | Jean-Marie Le Pen   | 3 740   | 1,77 %     |         |            |  |  |
|                | LO                    | Arlette Laguiller   | 1 826   | 0,86 %     |         |            |  |  |
|                | Les Verts             | Antoine Waechter    | 1 651   | 0,78 %     |         |            |  |  |
|                | Communiste rénovateur | Pierre Juquin       | 1 299   | 0,62 %     |         |            |  |  |
|                | MPT                   | Pierre Boussel      | 673     | 0,32 %     |         |            |  |  |
|                |                       |                     |         |            |         |            |  |  |
|                |                       |                     | Nombre  | % inscrits | Nombre  | % inscrits |  |  |
| Inscrits       | Inscrits              | Inscrits            | 292 622 |            | 292 827 |            |  |  |
| Abstentions    | Abstentions           | Abstentions         | 77 149  | 26,36 %    | 59 864  | 20,44 %    |  |  |
| Votants        | Votants               | Votants             | 215 473 | 73,64 %    | 232 963 | 79,56 %    |  |  |
|                |                       |                     |         |            |         |            |  |  |
|                |                       |                     |         | % votants  |         | % votants  |  |  |
| Blancs ou nuls | Blancs ou nuls        | Blancs ou nuls      | 4 362   | 2,02 %     | 3 867   | 1,66 %     |  |  |
| Exprimés       | Exprimés              | Exprimés            | 211 111 | 97,98 %    | 229 096 | 98,34 %    |  |  |

### 1981
Lors de l'élection présidentielle de 1981, Giscard d'Estaing arrive en tête au premier tour et affronte, comme la fois précédente, Mitterrand. Pour la première fois, un président sortant est battu : Mitterrand devient le premier président de gauche de la Ve République.
À La Réunion, Valéry Giscard d'Estaing arrive en tête du premier tour avec 46,12 % des exprimés, suivi de Georges Marchais (21,96 %), Jacques Chirac (10,62 %), François Mitterrand (9,88 %) et Michel Debré (6,62 %). Au second tour, les électeurs ont voté à 50,36 % pour Valéry Giscard d'Estaing contre 36,84 % pour François Mitterrand avec un taux de participation de 71,7 % des inscrits.
|                | UDF            | Valéry Giscard d'Estaing | 70 086  | 46,12 %    | 106 143 | 63,16 %    |  |  |
|                | PC             | Georges Marchais         | 33 371  | 21,96 %    |         |            |  |  |
|                | RPR            | Jacques Chirac           | 16 137  | 10,62 %    |         |            |  |  |
|                | PS             | François Mitterrand      | 15 017  | 9,88 %     | 61 899  | 36,84 %    |  |  |
|                | Divers droite  | Michel Debré             | 10 055  | 6,62 %     |         |            |  |  |
|                | LO             | Arlette Laguiller        | 3 083   | 2,03 %     |         |            |  |  |
|                | MEP            | Brice Lalonde            | 1 450   | 0,95 %     |         |            |  |  |
|                | Divers droite  | Marie-France Garaud      | 1 288   | 0,85 %     |         |            |  |  |
|                | MRG            | Michel Crépeau           | 831     | 0,55 %     |         |            |  |  |
|                | PSU            | Huguette Bouchardeau     | 638     | 0,42 %     |         |            |  |  |
|                |                |                          |         |            |         |            |  |  |
|                |                |                          | Nombre  | % inscrits | Nombre  | % inscrits |  |  |
| Inscrits       | Inscrits       | Inscrits                 | 237 153 |            | 237 122 |            |  |  |
| Abstentions    | Abstentions    | Abstentions              | 83 419  | 35,18 %    | 67 114  | 28,3 %     |  |  |
| Votants        | Votants        | Votants                  | 153 734 | 64,82 %    | 170 008 | 71,7 %     |  |  |
|                |                |                          |         |            |         |            |  |  |
|                |                |                          |         | % votants  |         | % votants  |  |  |
| Blancs ou nuls | Blancs ou nuls | Blancs ou nuls           | 1 778   | 1,16 %     | 1 966   | 1,16 %     |  |  |
| Exprimés       | Exprimés       | Exprimés                 | 151 956 | 98,84 %    | 168 042 | 98,84 %    |  |  |

### 1974
L'élection présidentielle de 1974 est une élection anticipée à la suite de la mort de Pompidou. Mitterrand, candidat unique de la gauche, est largement en tête au premier tour devant Giscard d'Estaing, qui distance lui-même Chaban-Delmas. Au terme d'une campagne animée, marquée par un débat télévisé tendu, Giscard d'Estaing l'emporte avec une très courte avance.
À La Réunion, François Mitterrand arrive en tête du premier tour avec 47,78 % des exprimés, suivi de Jacques Chaban-Delmas (29,33 %), Valéry Giscard d'Estaing (17,71 %), Jean-Claude Sebag (1,21 %) et Arlette Laguiller (0,83 %). Au second tour, les électeurs ont voté à 50,36 % pour François Mitterrand contre 49,64 % pour Valéry Giscard d'Estaing avec un taux de participation de 75,2 % des inscrits.
|                | PS             | François Mitterrand      | 55 674  | 47,78 %    | 67 643  | 50,36 %    |  |  |
|                | UDR            | Jacques Chaban-Delmas    | 34 170  | 29,33 %    |         |            |  |  |
|                | RI             | Valéry Giscard d'Estaing | 20 634  | 17,71 %    | 66 685  | 49,64 %    |  |  |
|                | MFE            | Jean-Claude Sebag        | 1 409   | 1,21 %     |         |            |  |  |
|                | LO             | Arlette Laguiller        | 971     | 0,83 %     |         |            |  |  |
|                | SE, écologiste | René Dumont              | 761     | 0,65 %     |         |            |  |  |
|                | SE             | Jean Royer               | 686     | 0,59 %     |         |            |  |  |
|                | FN             | Jean-Marie Le Pen        | 512     | 0,44 %     |         |            |  |  |
|                | MDSF           | Émile Muller             | 492     | 0,42 %     |         |            |  |  |
|                | NAR            | Bertrand Renouvin        | 429     | 0,37 %     |         |            |  |  |
|                | FCR            | Alain Krivine            | 392     | 0,34 %     |         |            |  |  |
|                |                |                          |         |            |         |            |  |  |
|                |                |                          | Nombre  | % inscrits | Nombre  | % inscrits |  |  |
| Inscrits       | Inscrits       | Inscrits                 | 181 340 |            | 181 339 |            |  |  |
| Abstentions    | Abstentions    | Abstentions              | 63 465  | 35 %       | 44 975  | 24,8 %     |  |  |
| Votants        | Votants        | Votants                  | 117 875 | 65 %       | 136 364 | 75,2 %     |  |  |
|                |                |                          |         |            |         |            |  |  |
|                |                |                          |         | % votants  |         | % votants  |  |  |
| Blancs ou nuls | Blancs ou nuls | Blancs ou nuls           | 1 363   | 1,16 %     | 2 036   | 1,49 %     |  |  |
| Exprimés       | Exprimés       | Exprimés                 | 116 512 | 98,84 %    | 134 328 | 98,51 %    |  |  |

### 1969
L'élection présidentielle de 1969 est une élection anticipée à la suite de la démission de De Gaulle. La gauche se lance désunie dans la course et, bien que Duclos (PCF) manque de le devancer, c'est le président par intérim Poher qui accède au second tour face à l'ex-Premier ministre Pompidou. Alors que Duclos refuse d'appeler à voter au second tour pour « bonnet blanc ou blanc bonnet », Pompidou est finalement largement élu.
À La Réunion, Georges Pompidou arrive en tête du premier tour avec 82,16 % des exprimés, suivi de Alain Poher (7,46 %), Jacques Duclos (5,63 %), Gaston Defferre (1,67 %) et Alain Krivine (1,27 %). Au second tour, les électeurs ont voté à 88,93 % pour Georges Pompidou contre 11,07 % pour Alain Poher avec un taux de participation de 63,71 % des inscrits.
|                | UDR            | Georges Pompidou | 79 504  | 82,16 %    | 98 746  | 88,93 %    |  |  |
|                | CD             | Alain Poher      | 7 218   | 7,46 %     | 12 295  | 11,07 %    |  |  |
|                | PC             | Jacques Duclos   | 5 448   | 5,63 %     |         |            |  |  |
|                | SFIO           | Gaston Defferre  | 1 614   | 1,67 %     |         |            |  |  |
|                | LC             | Alain Krivine    | 1 232   | 1,27 %     |         |            |  |  |
|                | PSU            | Michel Rocard    | 994     | 1,03 %     |         |            |  |  |
|                | SE             | Louis Ducatel    | 756     | 0,78 %     |         |            |  |  |
|                |                |                  |         |            |         |            |  |  |
|                |                |                  | Nombre  | % inscrits | Nombre  | % inscrits |  |  |
| Inscrits       | Inscrits       | Inscrits         | 176 955 |            | 176 962 |            |  |  |
| Abstentions    | Abstentions    | Abstentions      | 78 900  | 44,59 %    | 64 212  | 36,29 %    |  |  |
| Votants        | Votants        | Votants          | 98 055  | 55,41 %    | 112 750 | 63,71 %    |  |  |
|                |                |                  |         |            |         |            |  |  |
|                |                |                  |         | % votants  |         | % votants  |  |  |
| Blancs ou nuls | Blancs ou nuls | Blancs ou nuls   | 1 289   | 1,31 %     | 1 709   | 1,52 %     |  |  |
| Exprimés       | Exprimés       | Exprimés         | 96 766  | 98,69 %    | 111 041 | 98,48 %    |  |  |

### 1965
L'élection présidentielle de 1965 est la première élection au suffrage universel direct à la suite du référendum d'octobre 1962. De Gaulle est mis en ballottage, à la surprise générale, par Mitterrand, candidat unique de la gauche. La campagne du second tour est axée sur l'Europe et les relations internationales ainsi que sur l'armement nucléaire. De Gaulle est finalement réélu avec une large avance.
À La Réunion, Charles de Gaulle arrive en tête du premier tour avec 91,33 % des exprimés, suivi de François Mitterrand (4,92 %), Jean-Louis Tixier-Vignancour (1,48 %), Jean Lecanuet (1,02 %) et Marcel Barbu (0,63 %). Au second tour, les électeurs ont voté à 83,51 % pour Charles de Gaulle contre 16,49 % pour François Mitterrand avec un taux de participation de 73,04 % des inscrits.
|                | UNR            | Charles de Gaulle            | 107 825 | 91,33 %    | 97 831  | 83,51 %    |  |  |
|                | CIR            | François Mitterrand          | 5 806   | 4,92 %     | 19 311  | 16,49 %    |  |  |
|                | SE             | Jean-Louis Tixier-Vignancour | 1 751   | 1,48 %     |         |            |  |  |
|                | MRP            | Jean Lecanuet                | 1 206   | 1,02 %     |         |            |  |  |
|                | SE             | Marcel Barbu                 | 741     | 0,63 %     |         |            |  |  |
|                | PLE            | Pierre Marcilhacy            | 736     | 0,62 %     |         |            |  |  |
|                |                |                              |         |            |         |            |  |  |
|                |                |                              | Nombre  | % inscrits | Nombre  | % inscrits |  |  |
| Inscrits       | Inscrits       | Inscrits                     | 161 158 |            | 161 267 |            |  |  |
| Abstentions    | Abstentions    | Abstentions                  | 42 114  | 26,13 %    | 43 478  | 26,96 %    |  |  |
| Votants        | Votants        | Votants                      | 119 044 | 73,87 %    | 117 789 | 73,04 %    |  |  |
|                |                |                              |         |            |         |            |  |  |
|                |                |                              |         | % votants  |         | % votants  |  |  |
| Blancs ou nuls | Blancs ou nuls | Blancs ou nuls               | 979     | 0,82 %     | 647     | 0,55 %     |  |  |
| Exprimés       | Exprimés       | Exprimés                     | 118 065 | 99,18 %    | 117 142 | 99,45 %    |  |  |